# ایلال
ایلال، روستایی است کوهستانی در ۹۰ کیلومتری جنوب ساری در نزدیکی محدودهٔ استان سمنان.
این روستا از توابع دهستان چهاردانگه‌ی (که پیشتر نرم‌آب‌دوسر نامیده می‌شده‌است) بخش چهاردانگه‌ی شهرستان ساری در استان مازندران ایران است.
ایلال و آبادی‌های پیرامون (که جزء دهستان نرم‌آب‌دوسر بوده‌اند) تا چند سال پس از انقلاب از روستاهای دودانگه شمرده می‌شده‌اند اما بر پایهٔ تقسیمات انجام‌شده، دو دهستان از دهستان‌های بخش دودانگه یعنی نرم‌آب‌دوسر و پشت‌کوه از این بخش جدا و به ترتیب به بخش چهاردانگه و شهرستان مهدی‌شهر استان سمنان پیوست شدند.

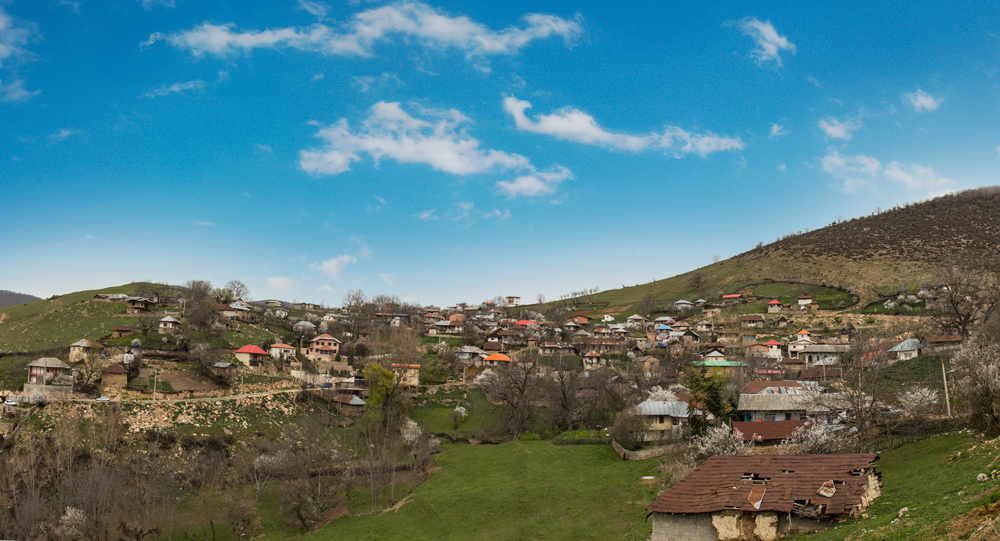
روستای ایلال، عکاس علیرضا رضایی

## جمعیت
این روستا در دهستان چهاردانگه قرار داشته و براساس آخرین سرشماری مرکز آمار ایران که در سال ۱۳۸۵ صورت گرفته، جمعیت آن ۳۱۷نفر (۸۹خانوار) بوده‌است.

## نگارخانه

ایلال در زمستان
ایلال در بهار
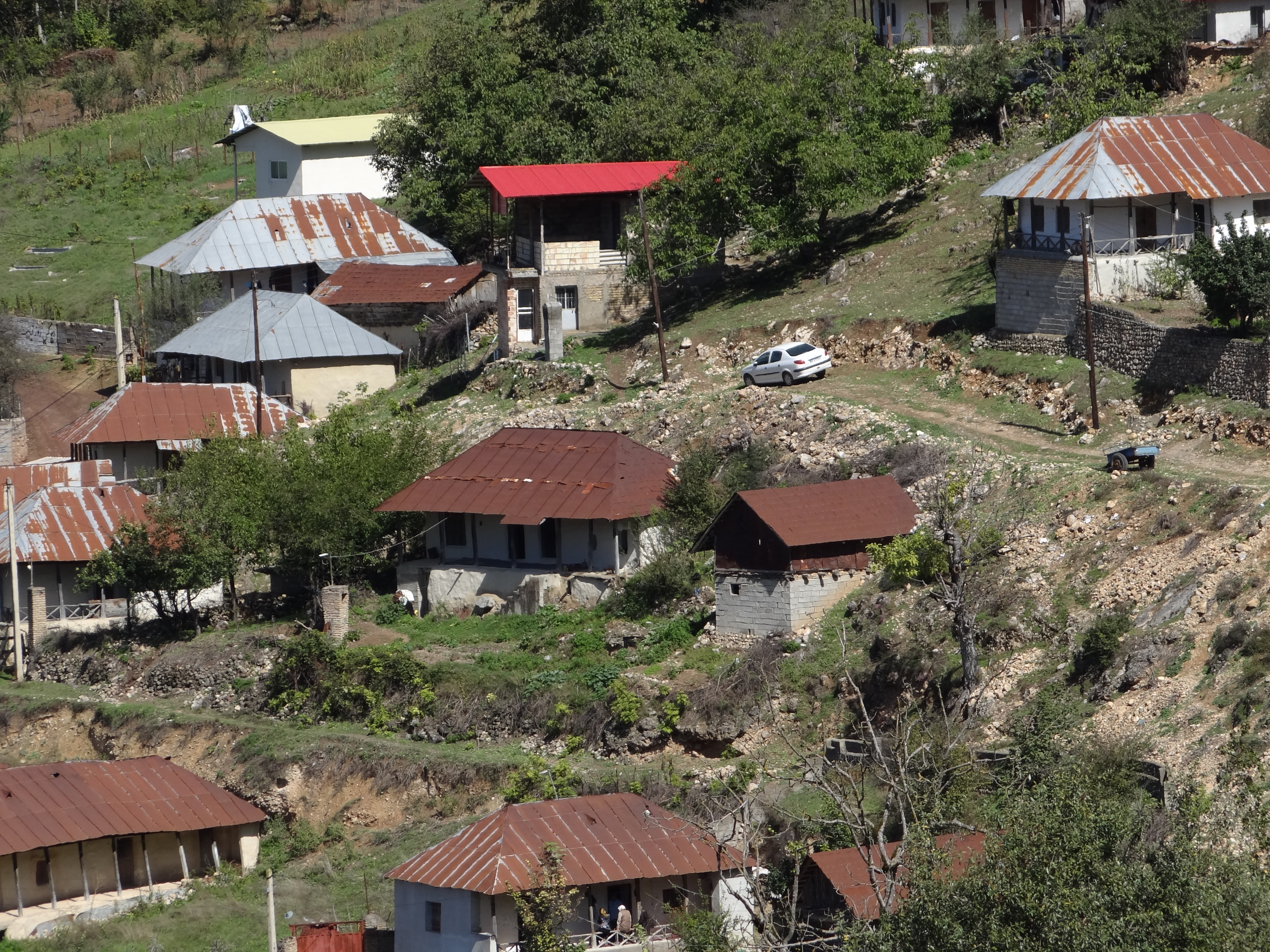